# فيبيا أوريليا سابينا
فيبيا أوريليا سابينا (170 - قبل 217) هي أميرة رومانية، وكانت الصغرى من أبناء الإمبراطور الروماني ماركوس أوريليوس والإمبراطورة الرومانية فوستينا الصغرى، وكانت أخت الإمبراطورة الرومانية لوسيلا والإمبراطور الروماني كومودوس، وكان جدها لأمها الإمبراطور الروماني أنطونيوس بيوس، وكانت جدتها لأمها الإمبراطورة الرومانية لفوستينا الكبرى، وكانت جدتها لأبيها دوميتيا لوسيلا، وجدها لأبيها القاضي ماركوس أنيوس فيرس

## حياتها
وُلدت فيبيا أوريليا في مدينة سرميوم في بانونيا، وفيسنة مولدها كان والداها يعدان حملة عسكرية في سرميوم، وقد سُميت فيبيا بهذا الاسم في احتفال على اسم الإمبراطورة الرومانية فيبيا سابينا التي كانت زوجة الإمبراطور الروماني هادريان، وكان والد سابينا الكبرى هذه القنصل الروماني البارز لوتشيوس فيبس سابينس، وكانت مُرتبطة بوالديها، وكان لوالديها خالة كانت الأخت غير الشقيقة لروبيليا فوستينا، وكانت روبيليا فوستينا جدة ماركوس أوريليوس لأبيه، وجدة فوستينا لأمها
بالعودة إلى فيبيا أوريليا سابينا فإنه خلال مرحلة طفولتها، سافرت مع والديها رحلة امتدت إلى أنحاء الإمبراطورية الرومانية، وقبل عام 180 -العام الذي مات فيه والدها- خُطبت للسناتور الروماني في أفريقيا لوتشيوس أنطونيوس بوروس الذي نشأ في ثيبيليس -مدينة بالقرب من هيبو ريجس في إقليم أفريقيا- وقد تزوجته فيما بعد.
عندما توفى والدي فيبيا، خلف أخوها الأكبر كومودوس أباه في حكم الإمبراطورية الرومانية عام 180، وبعد أن تزوجت في روما انتقلت وعاشت في ثيليبس عام 181، وقد ظل زوجها قنصل عام على أفريقيا، وفي عام 188 تورط زوجها في مؤامرة ضد أخيها الإمبراطور كومودوس، وقد كان واحدًا ضمن عدد من الحاملين للقب سيناتور في هذه المؤامرة، وعندما أُحبطت تلك المؤامرة أُعدِمَ زوجها

## إقامتها الدائمة في أفريقيا
لم تتورط فيبيا في هذي المؤامرة، ونجت من اضطهاد أخيها، وفضلت العيش في أفريقيا الرومانية.
بعد أن مات زوج فيبيا تزوجت من لوتشيوس أوريليوس أجاقليدس، وقد كان شخصًا رومانيًا يونانيًا حرًا يحمل لقب فارس، وقد قضت بقية حياتها في ثيبيليس، ويتضح من زيجاتها أنها لم تنجب أولادًا.
بسبب منزلتها، ومنزلة أسرتها ومعارفها، أصبحت فيبيا تُعامل كشخصية إيطالية مُقدَّرَة في شمال أفريقيا، واعتمادًا على النقوش الباقية الناجية المُكتشفة في ثيبيليس فإن فيبيبا كانت قديسة مُهمة بالنسبة لثيبيليس، وأهلها قد جعلوها مواطنة شرفية، وفي المدينة الرومانية البربرية كالاما، كانت فيبيا القديسة الرومانية لكالاما أثناء كفالتها لها.